# Comtés catalans
Pour les articles homonymes, voir Catalogne (homonymie).

Les comtés catalans entre les.

Les comtés catalans sont les comtés apparus dans le territoire approximatif de l'actuelle Catalogne après la conquête carolingienne. À partir du IXe siècle, les comtés sont annexés ou vassalisés par le comté de Barcelone. Après l'union dynastique de Barcelone et d'Aragon et la conquête des territoires musulmans de Lérida et Tortose, ils ont évolué vers la principauté de Catalogne.

## Origines carolingiennes (fin duVIIIesiècle-Xesiècle)

### La mise en place de la Marche d'Espagne

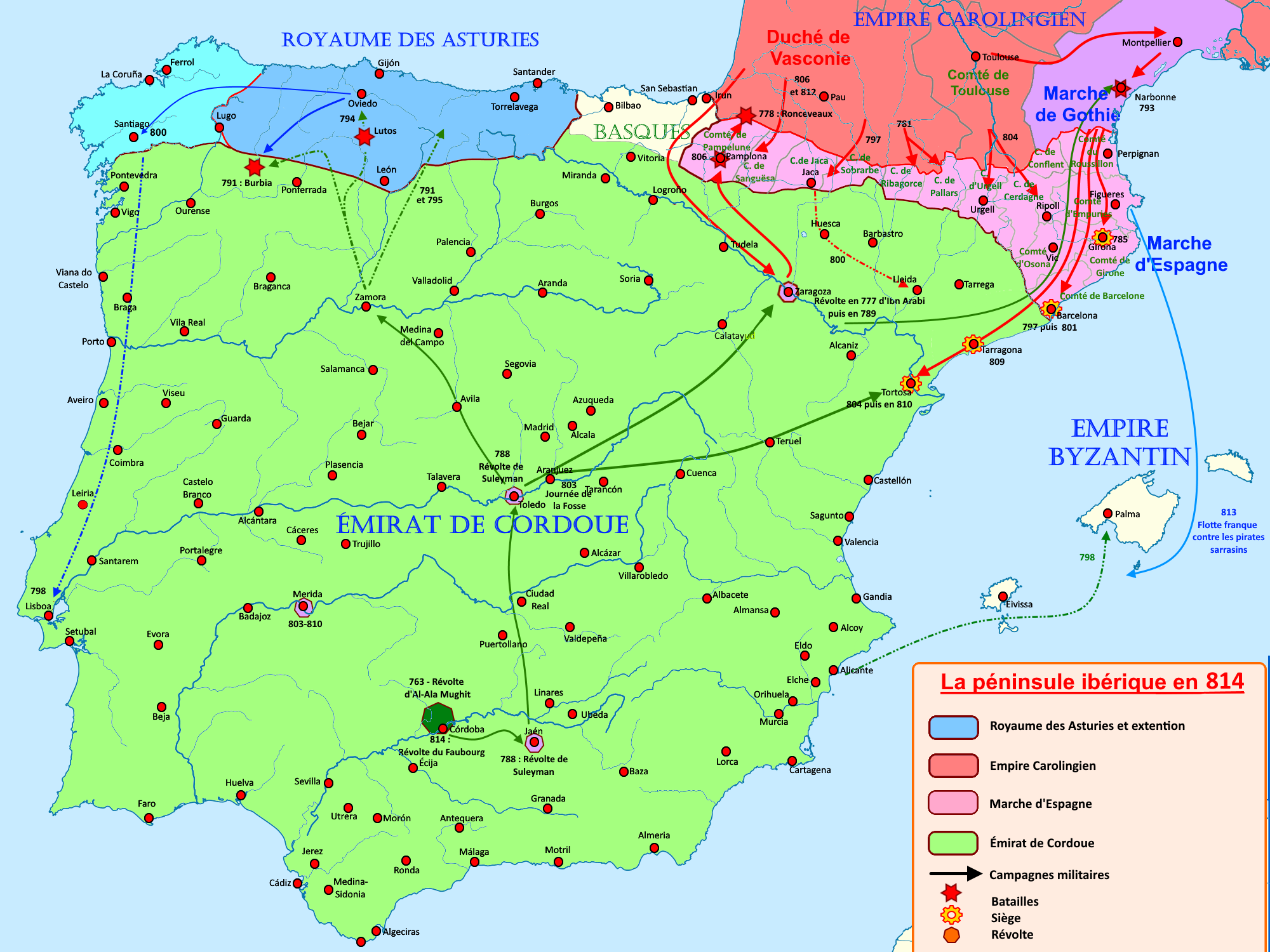
Carte de la péninsule ibérique en 814 avec les campagnes de Charlemagne et la création de la marche d'Espagne.

Aux temps du royaume wisigoth d'Hispanie, le territoire est divisé en provinces, dirigées par des ducs. Les comtes sont placés à la tête des principales villes, où ils exercent exclusivement leur autorité. Ce sont les autorités carolingiennes qui, immédiatement après la conquête de la Marche d'Espagne, constituent ces territoires pyrénéens en comtés : Pallars, Ribagorce, Urgell, Cerdagne, Barcelone, Gérone, Osona, Empúries et Roussillon. Ces comtés sont eux-mêmes divisés en pagi, tels que Berga dans le comté de Cerdagne ou le Vallespir dans le comté de Roussillon.
Dans les comtés de la Marche d'Espagne, la charge comtale est principalement confiée à des membres de l'aristocratie franque, proches de la cour impériale. Dans la première moitié du IXe siècle, on ne connait que deux comtes de Barcelone, Berà et Sunifred Ier, qui ont des origines wisigothiques. Cette domination politique des Francs est renforcée par le contrôle des charges ecclésiastiques. Les évêques mis à la tête des nouveaux évêchés de la Marche d'Espagne sont placés sous l'autorité de l'archevêque de Narbonne. Progressivement, les éléments de la liturgie wisigothique sont effacés au profit du rite franc, les règles des monastères sont modifiées et les hérésies locales, comme l'adoptionisme de l'évêque d'Urgell Félix, sont combattues.

### Les troubles de l'empire carolingien
Sous le règne de l'empereur Louis le Pieux, les conquêtes vers la Marche supérieure d'al-Andalus sont stoppées et on assiste à une période de retrait, à la fois territorial et politique. L'empire carolingien recule à l'ouest des Pyrénées, perdant définitivement ses possessions jusqu'au Cinca. Le comte de Barcelone, Bera, est écarté après avoir été suspecté de trahison. Des mouvements sécessionnistes se développent, comme la révolte d'Aysun et de Guillemond, qui agite les comtés de Barcelone et de Gérone en 826-827. Les conflits entre les lignages aristocratiques se multiplient, tandis que la guerre civile met aux prises les fils de Louis le Pieux. Les comtes catalans participent à l'agitation interne de l'empire : plusieurs marquis de Gothie, tels qu'Odalric, Humfrid et Bernard, sont destitués par l'empereur. Dans ce contexte de guerre civile, les aristocrates de la Marche d'Espagne se chargent eux-mêmes de défendre leurs terres contre les attaques d'al-Andalus. C'est pour cette raison que Louis le Pieux décide de confier le gouvernement de plusieurs comtés catalans (Urgell, Cerdagne, Barcelone et Gérone) et septimaniens (Narbonne, Agde, Béziers, Lodève, Maguelone et Nîmes) au wisigoth Sunifred Ier, fils du comte de Carcassonne, Bello. Celui-ci meurt pourtant en 848, victime des princes francs rebelles.

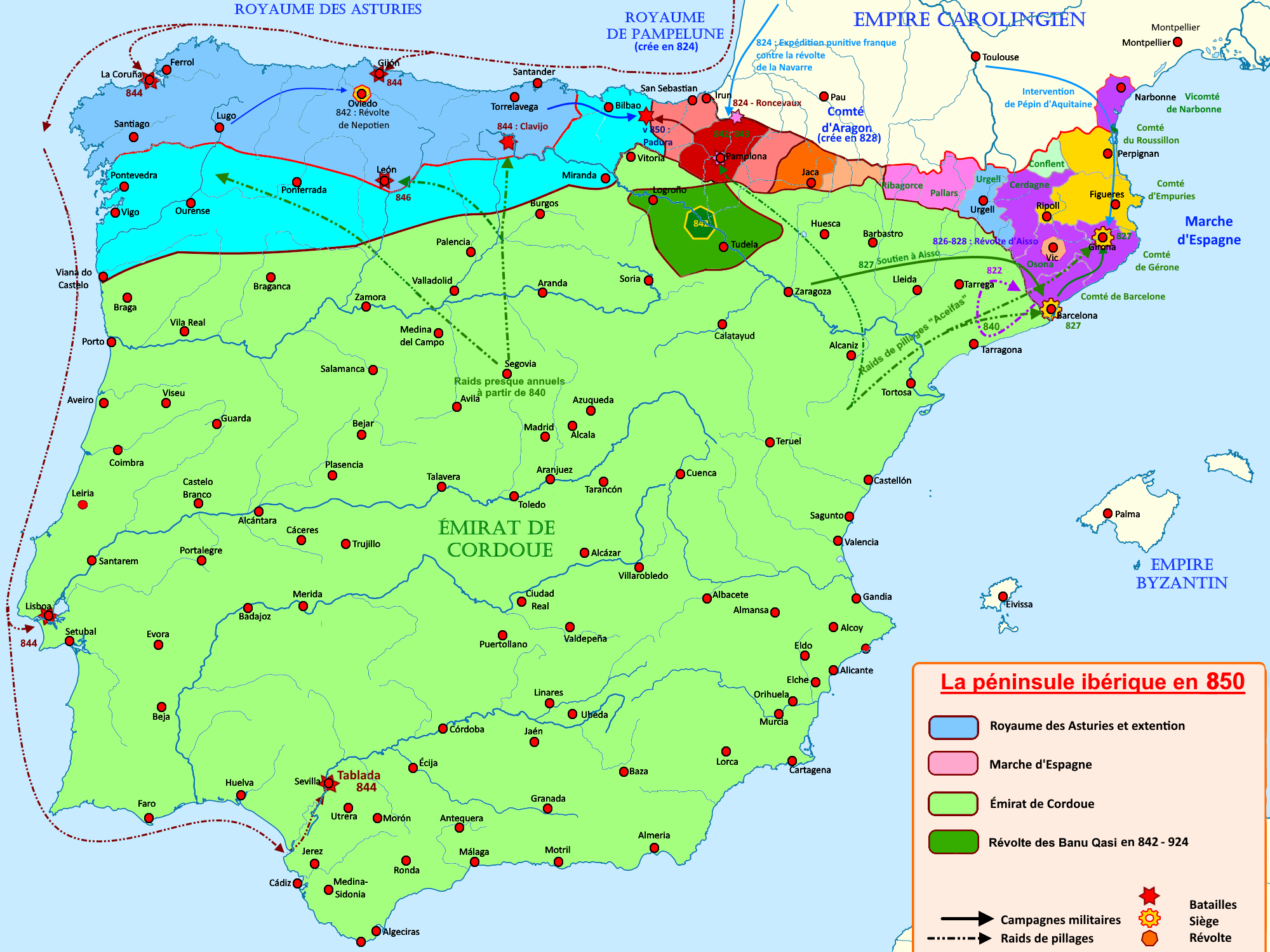
Les comtés catalans de 814 à 850
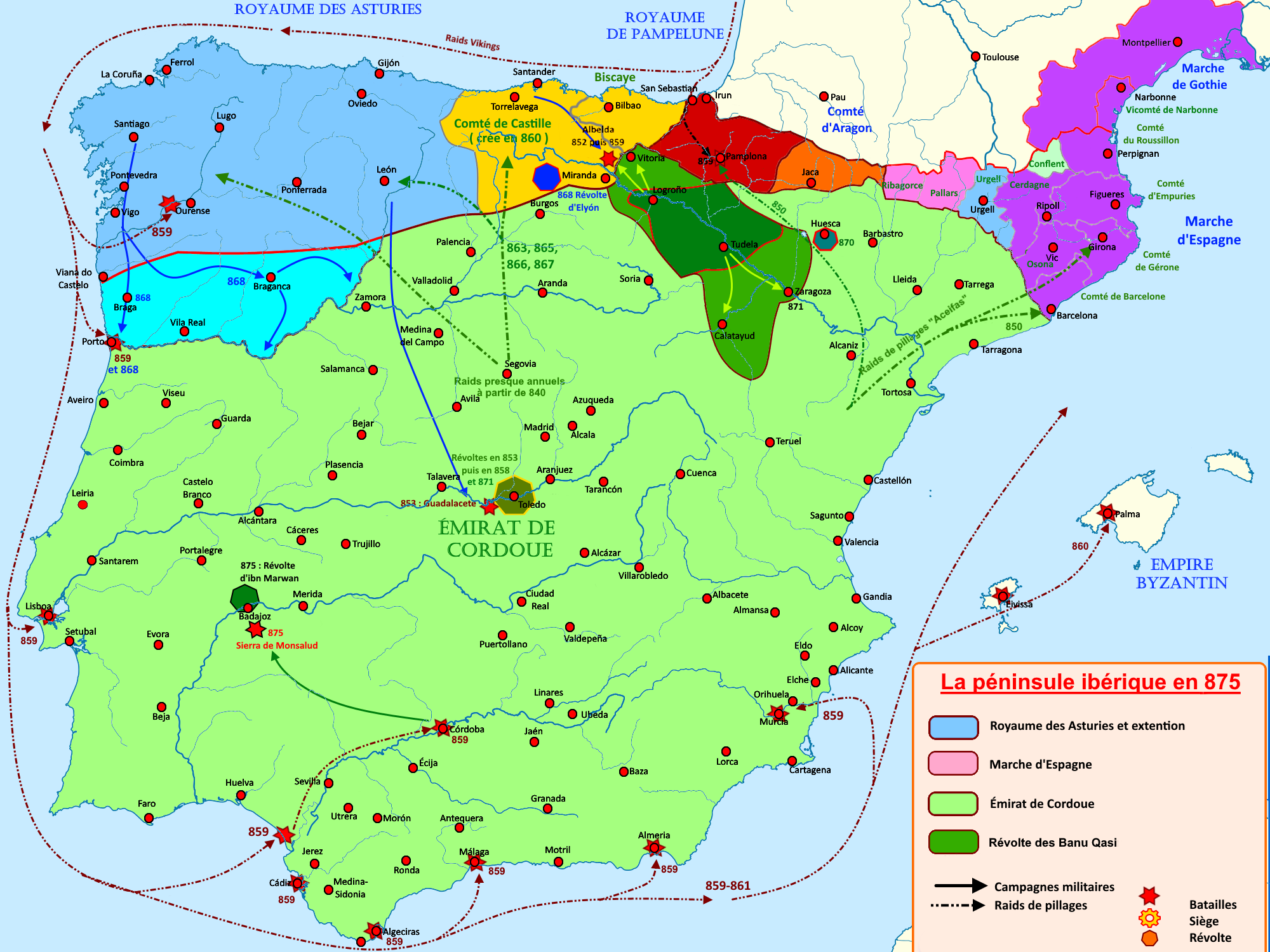
Les comtés catalans de 850 à 875
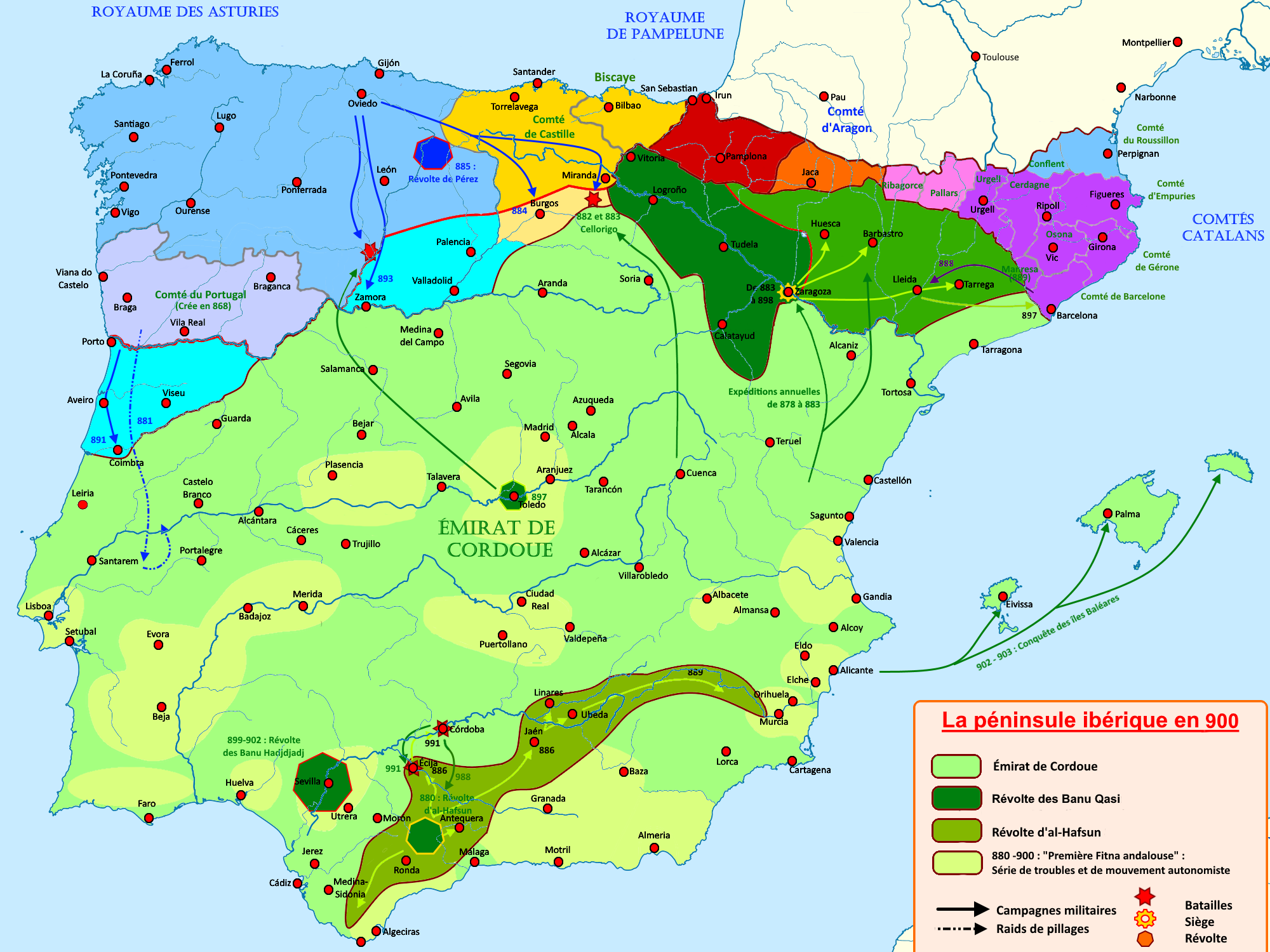
La catalogne entre 875 et  900

## Évolution (XIesiècle-XIIesiècle)

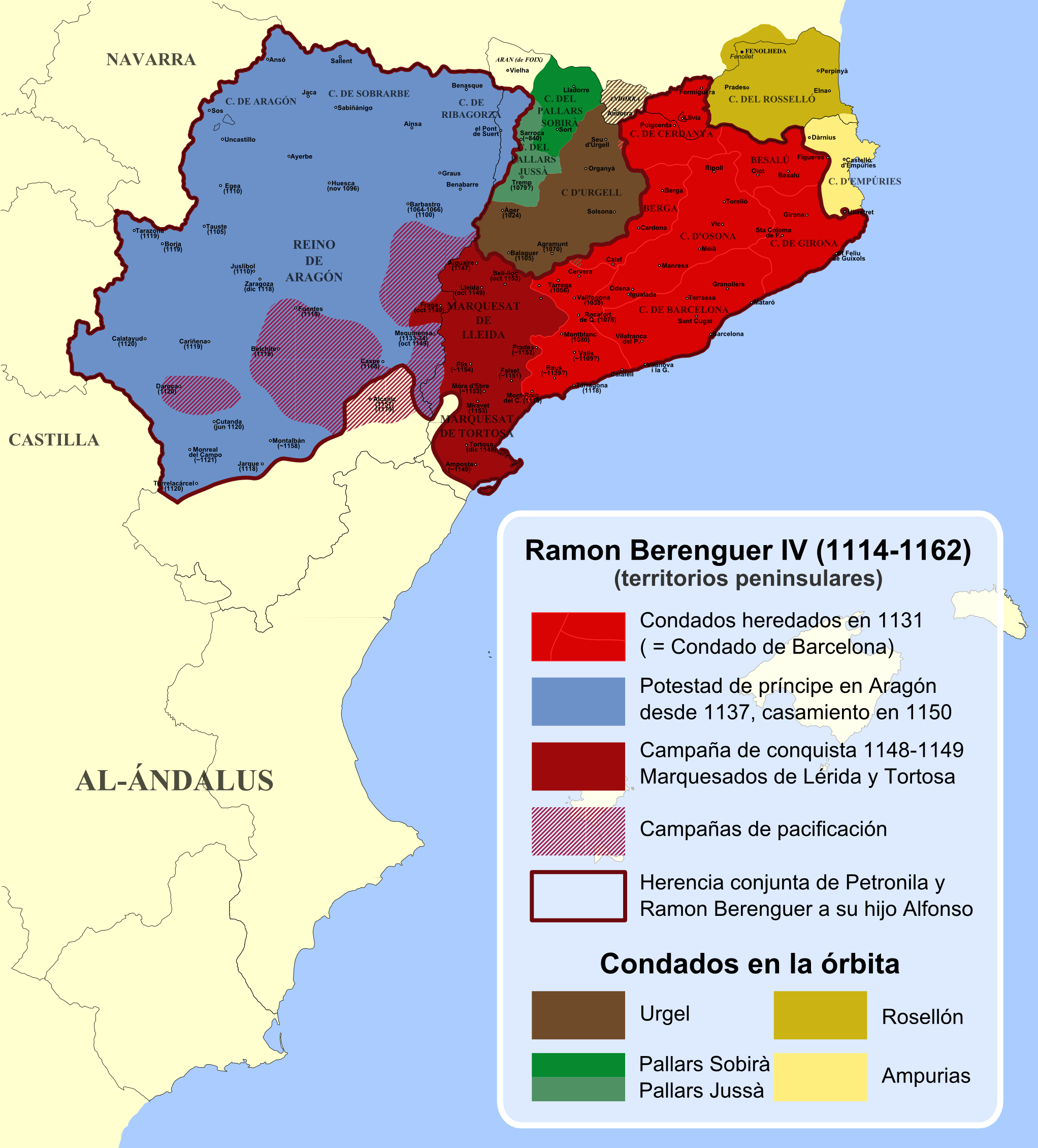
Union du comté de Barcelone (en rouge) et du royaume d'Aragon (en bleu) en 1137 sous Raimond-Bérenger IV.

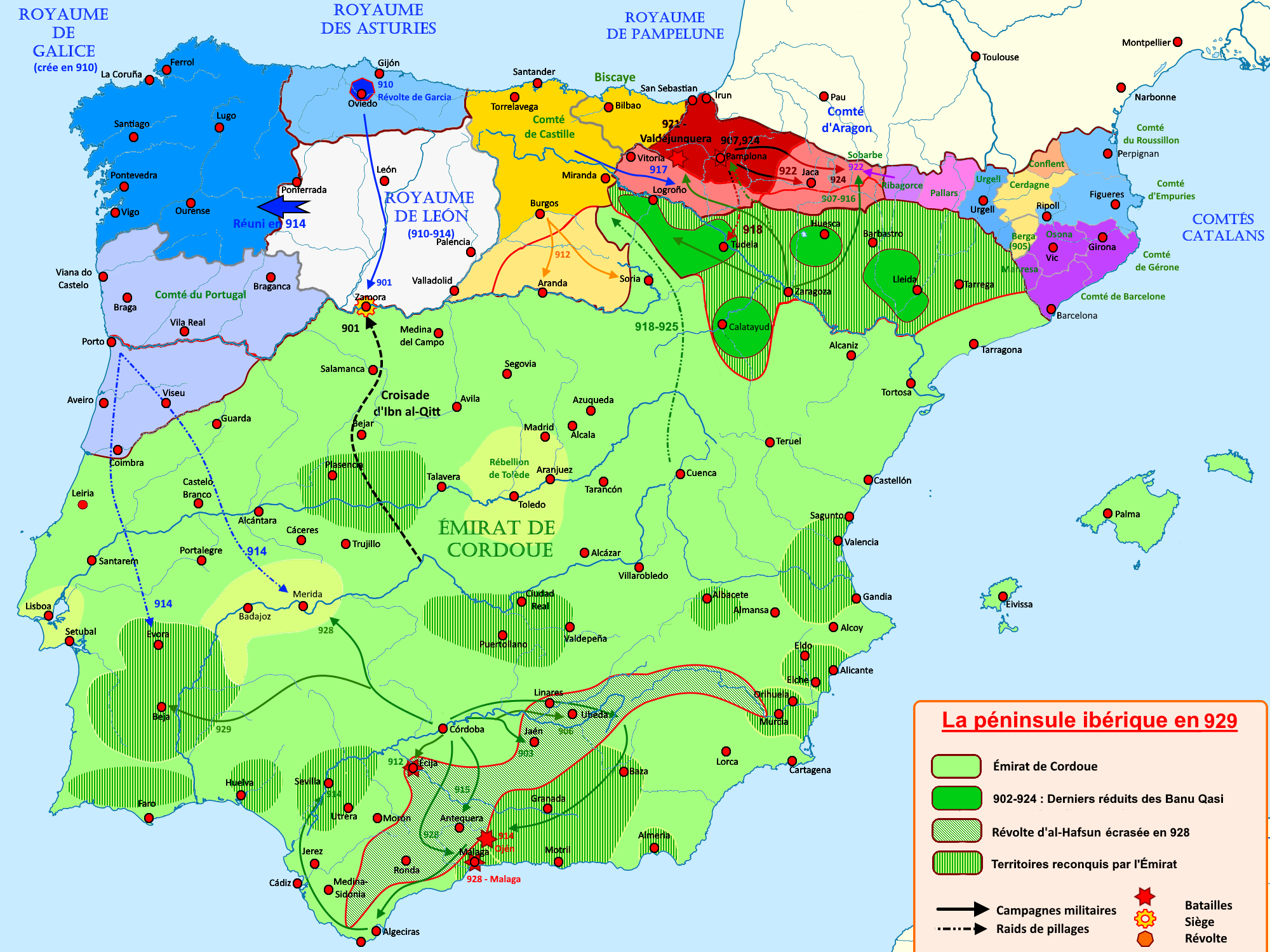
L'indépendance des comtats de 900 à 929.
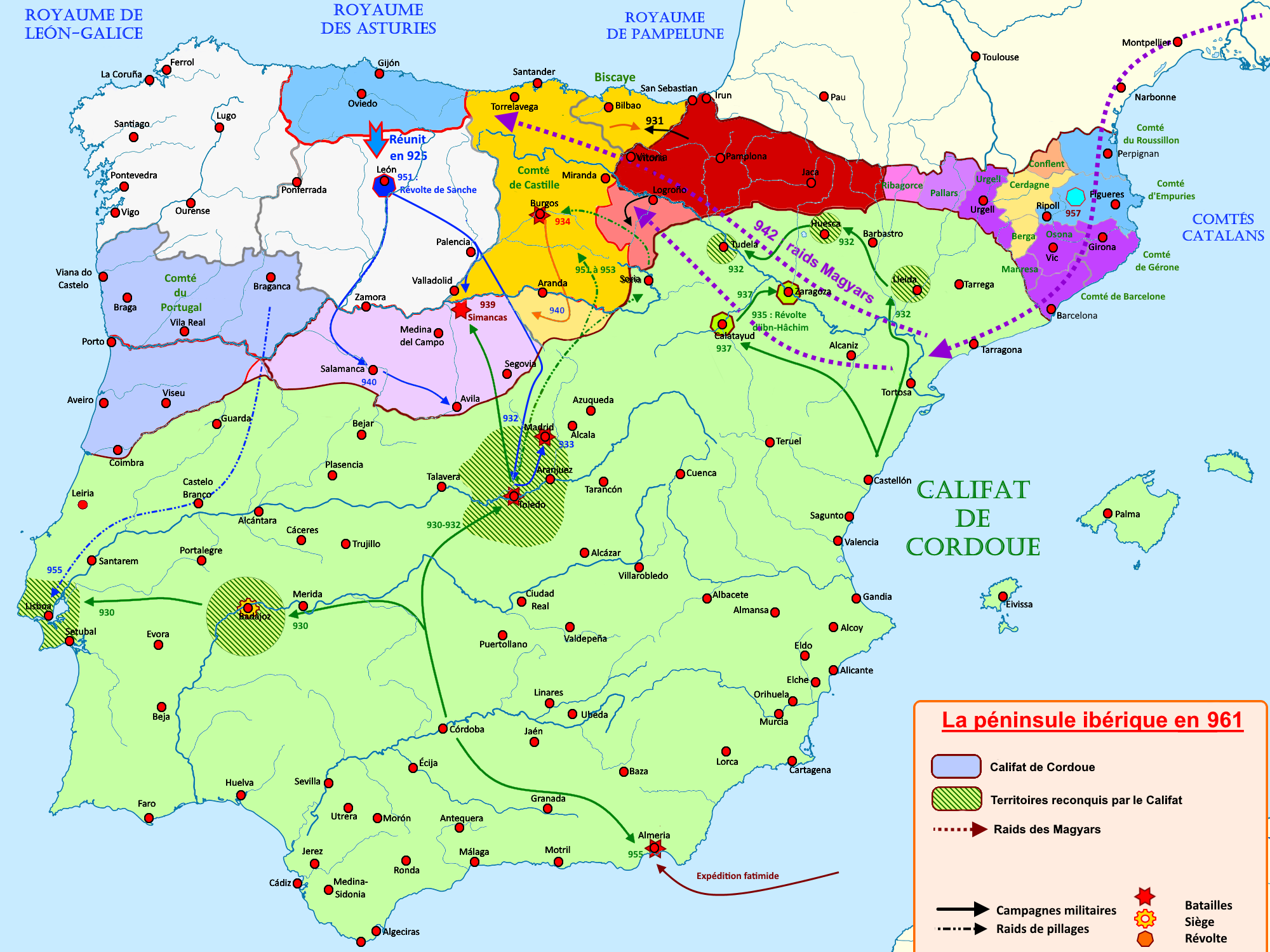
Les comtés catalans de 929 à 961
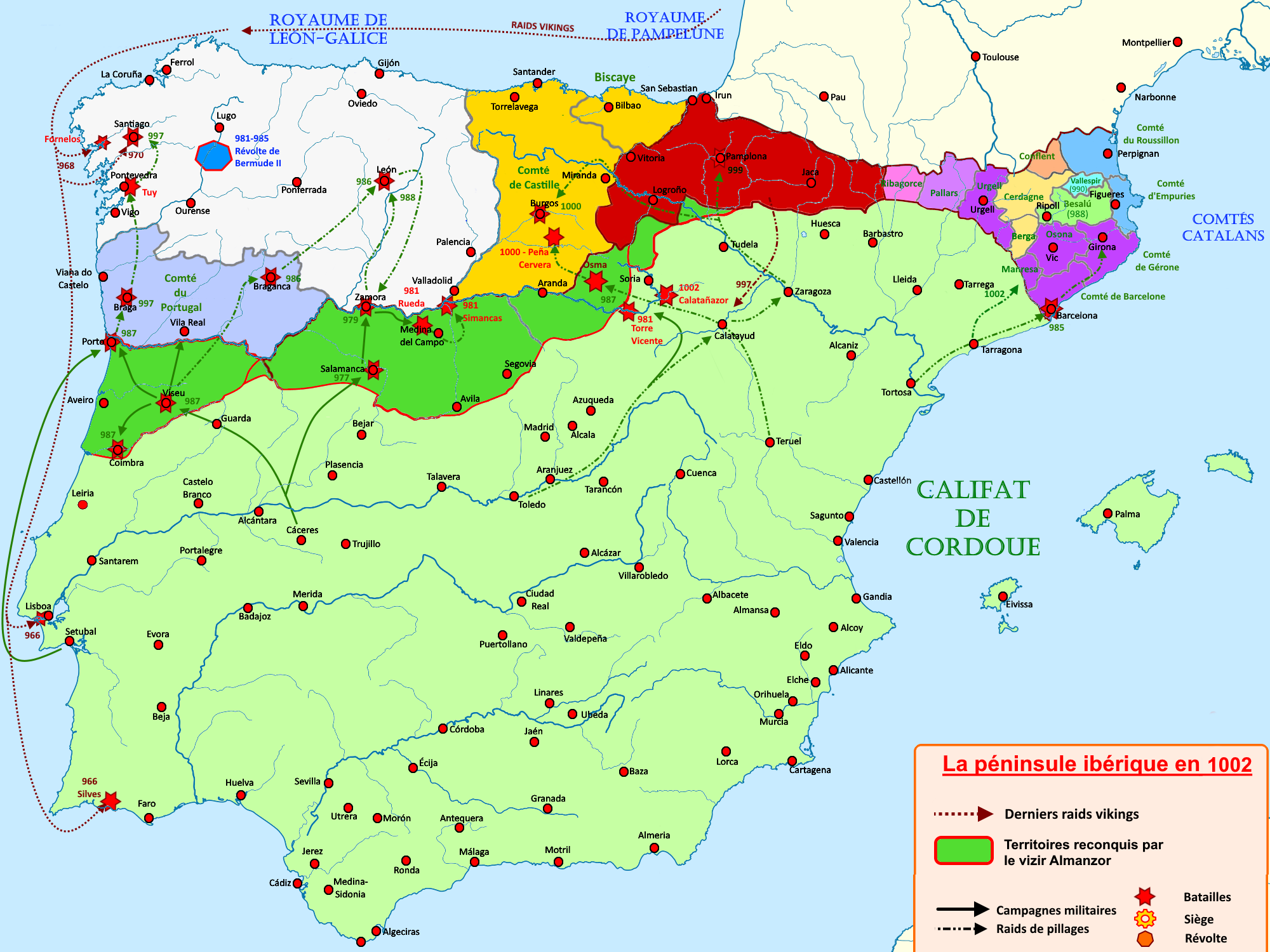
Les comtés catalans de 961 à 1002
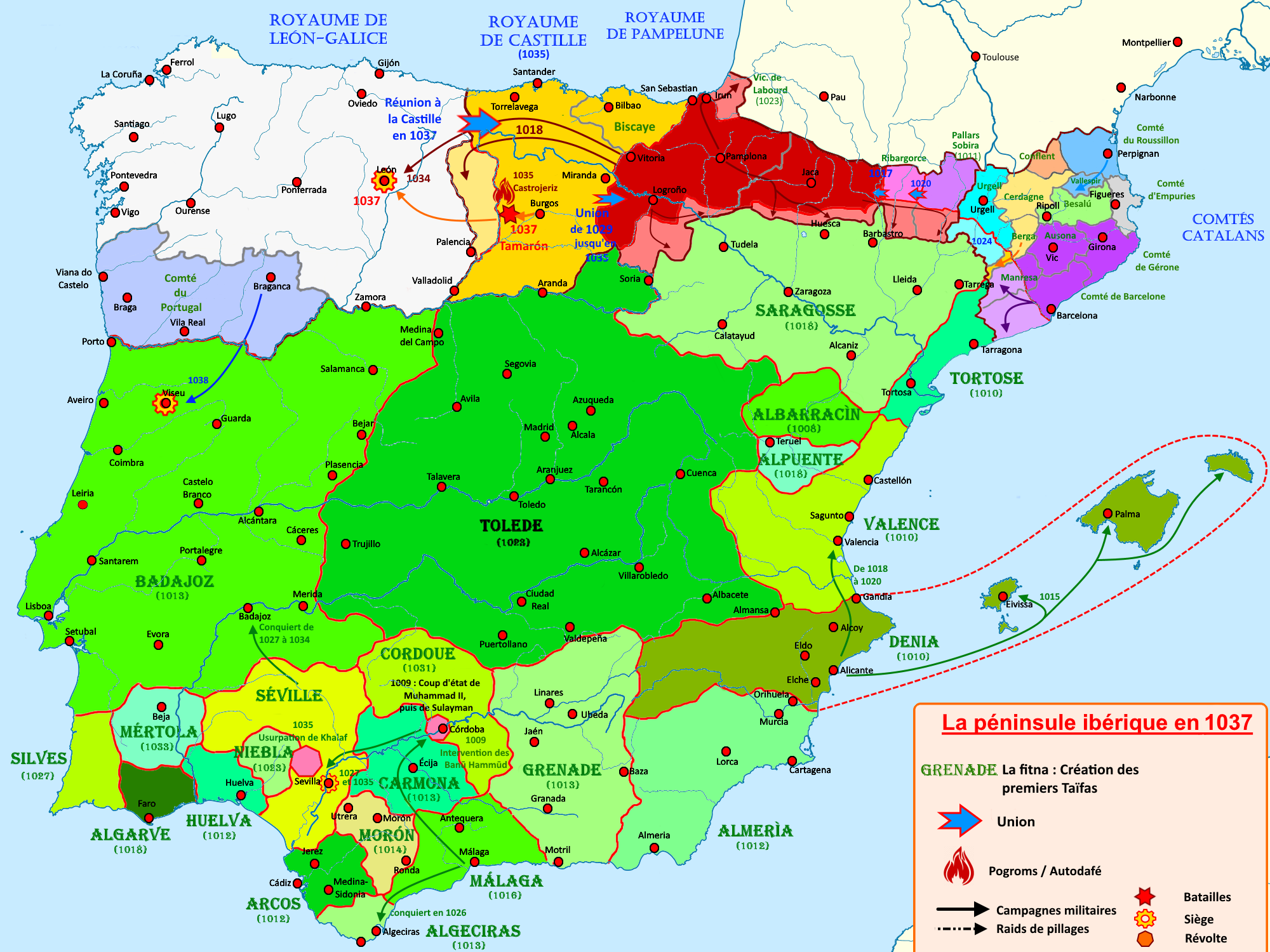
Les premières conquêtes des comtés catalans de 1002 à 1037
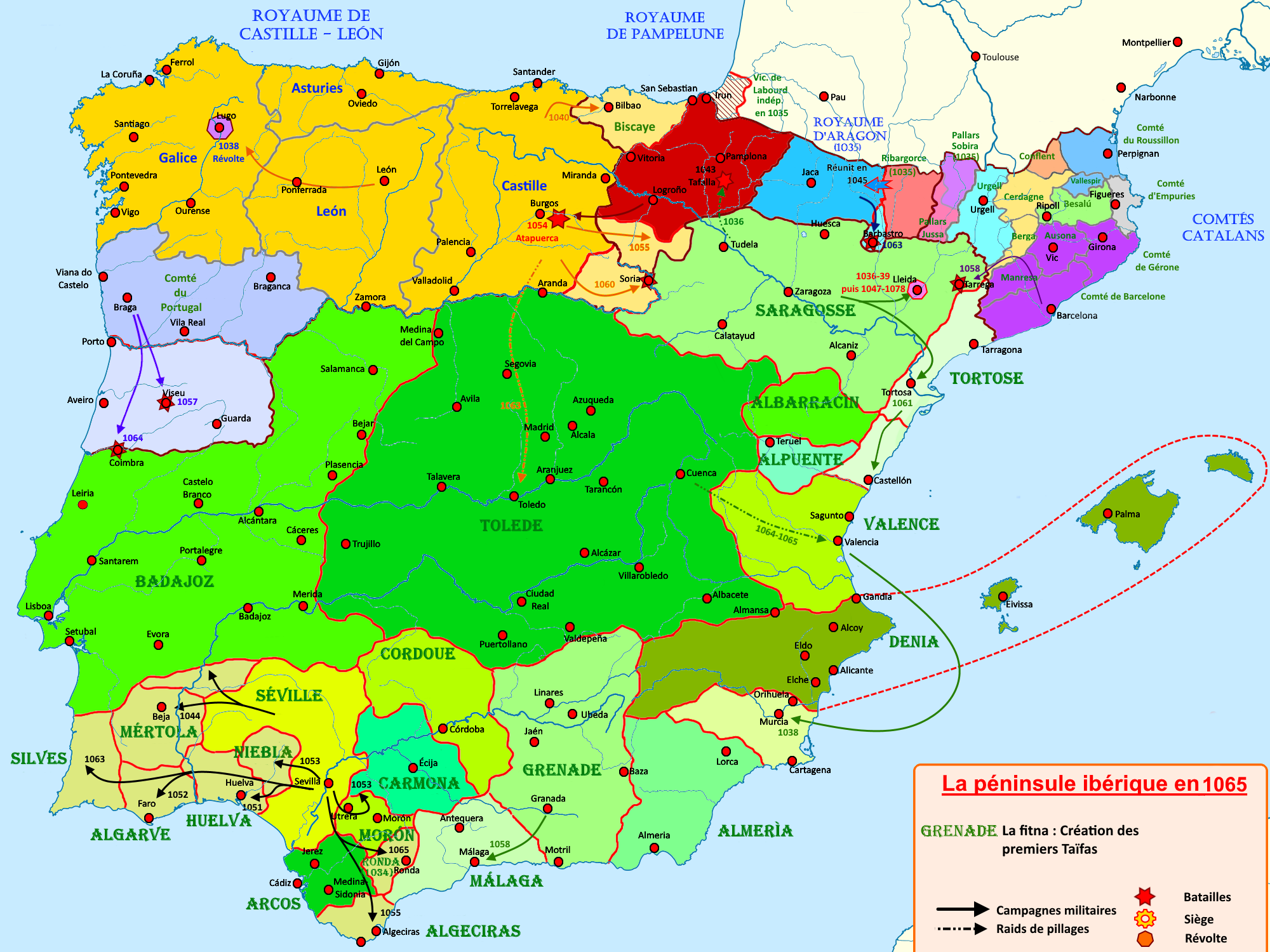
Les comtés catalans de 1037 à 1065
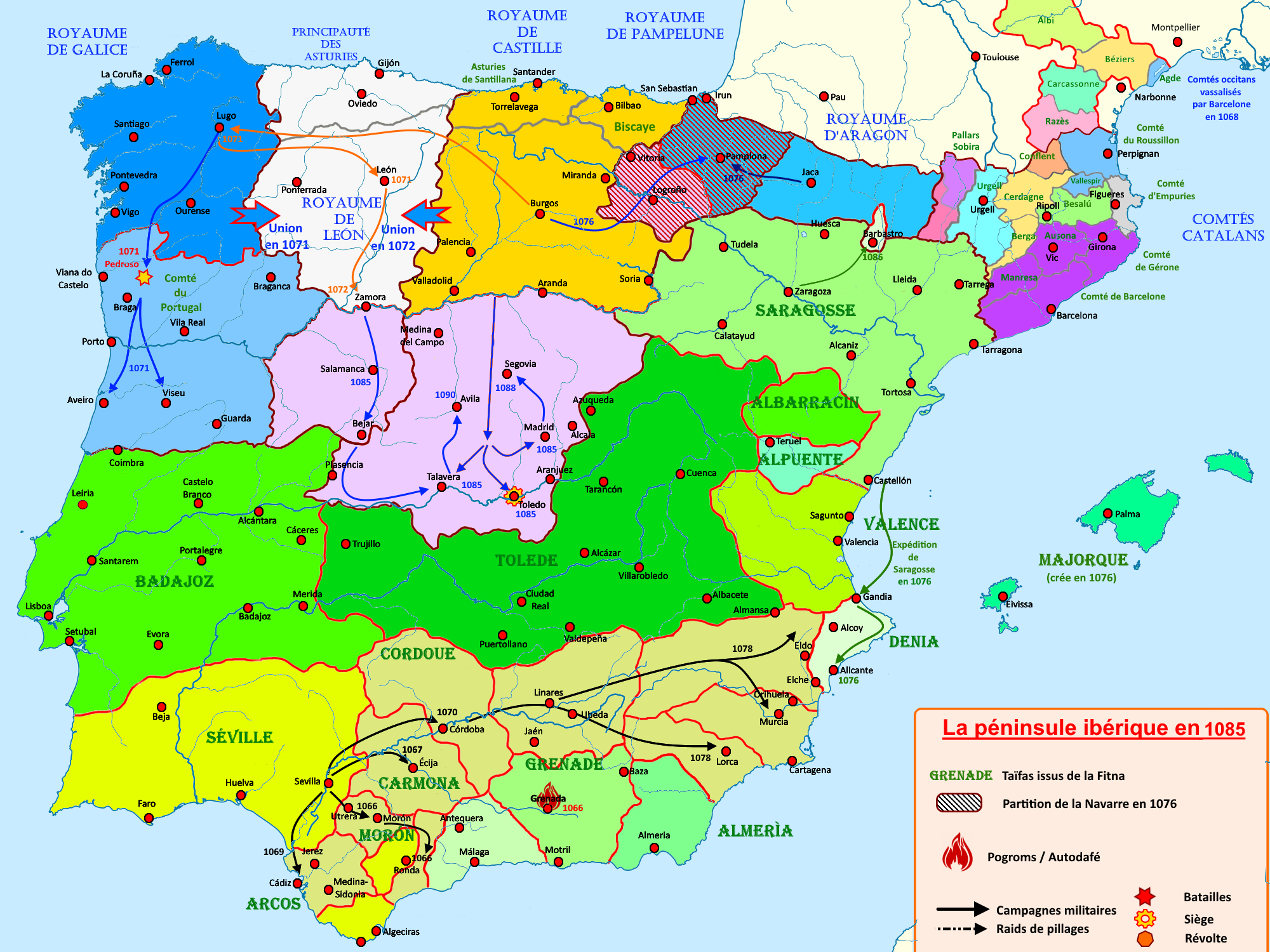
Les comtés catalans de 1065 à 1085
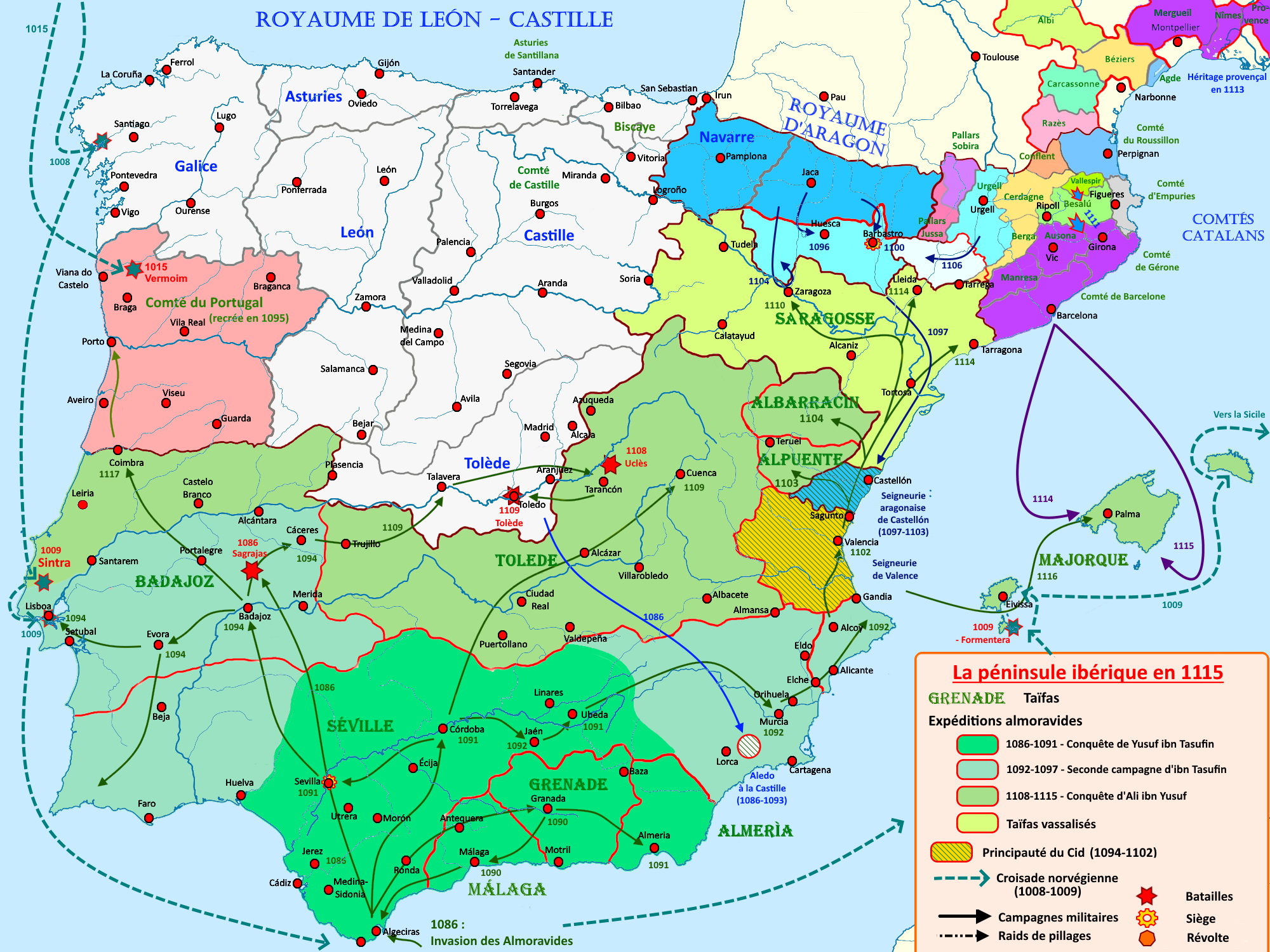
Les comtés catalans et leurs unifications de 1085 à 1115
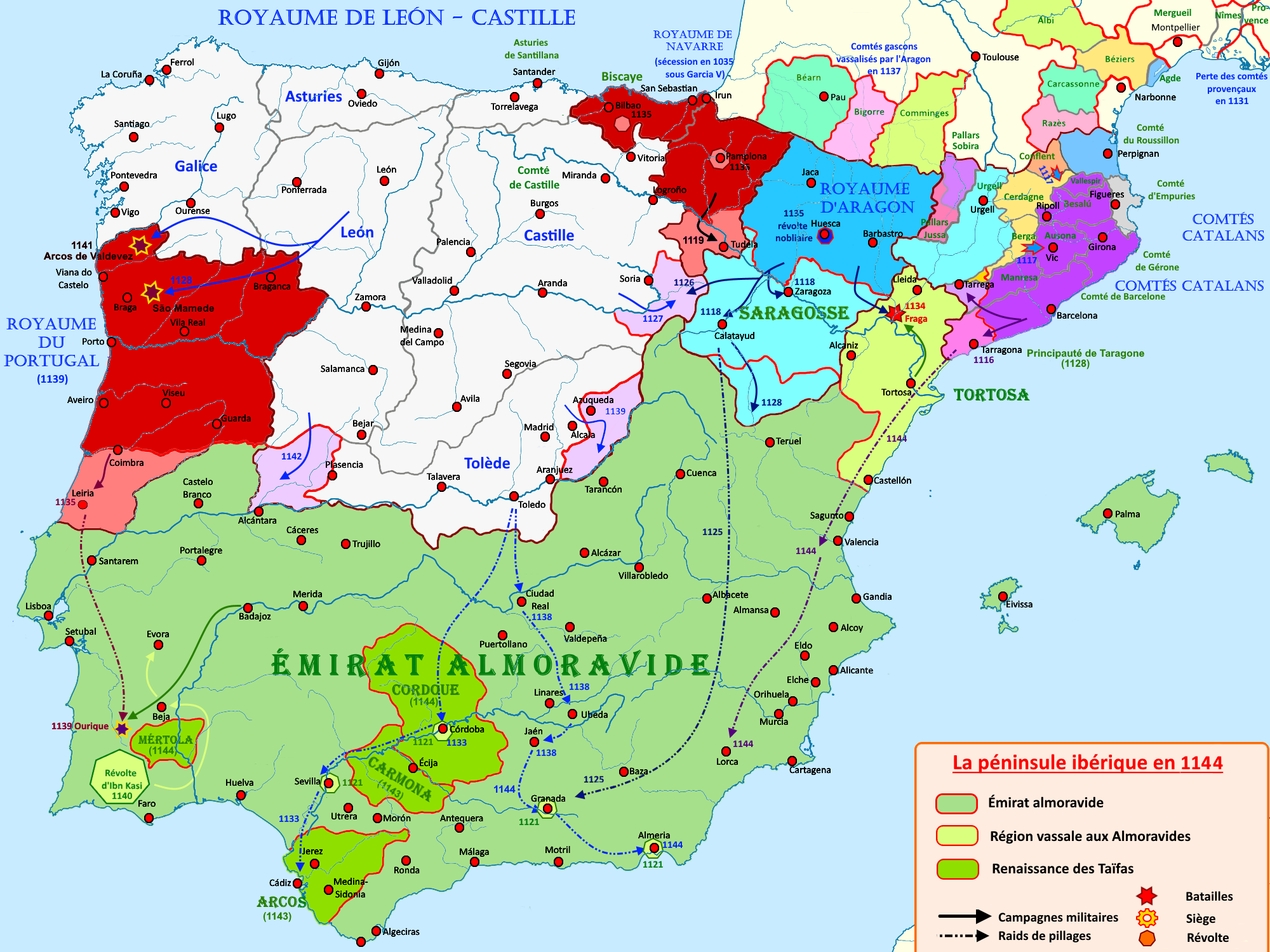
Les contés catalans vers l'unification finale de 1115 à 1144

## Liste des comtés catalans
Les comtés catalans sont constitués des comtés suivants :
- Comté de Barcelone
- Comté de Berga
- Comté de Besalú
- Comté de Cerdagne
- Comté de Conflent
- Comté d'Empúries
- Comté de Gérone
- Comté de Manresa
- Comté d'Osona
- Comté de Pallars
- Comté de Ribagorce
- Comté de Roussillon
- Comté d'Urgell

### Sources et bibliographie
- (ca) Cet article est partiellement ou en totalité issu de l’article de Wikipédia en catalan intitulé « Comtats catalans » (voir la liste des auteurs).
- (ca) Abadal, R. d' (1955). Catalunya carolíngia. III. Els comtats de Pallars i Ribagorça. 2 vol. Barcelone: Institut d'Estudis Catalans.
- (ca) Abadal, R. d'(1961). La Pre-Catalunya (segles VIII, IX, X i XI). A: F.Soldevila. Historia dels catalans (vol. II), Ariel, Barcelone.
- (ca) Bonnassie, P. (1979). Catalunya mil anys enrera (vol. I). Barcelone: Edicions 62
- (ca) Salrach, J. M. (1993). "Bases materials de l'Estat a l'època carolíngia. L'exemple dels comtats catalans". A: Diversos autors. Iles. Jornades de Debat. El poder de l'Estat: evolució, força o raó. Reus: Edicions del Centre de Lectura.